# Serial Item and Contribution Identifier
Le SICI (Serial Item and Contribution Identifier) ou identificateur de contributions et de périodiques est un code (normé par le standard ANSI/NISO Z39.56)
utilisé comme identifiant pour décrire, de façon unique, des volumes ou numéros spécifiques, des articles ou d'autres parties identifiables dans les publications périodiques. Il est principalement destiné aux membres de la communauté bibliographique responsables de la gestion de titres périodiques et de leur contenus.

## Description
Le SICI est une extension du International Standard Serial Number qui identifie un périodique tout entier (de façon similaire au numéro ISBN qui identifie un livre particulier). Le numéro ISSN s'applique à l'entière collection d'un périodique, comprenant tous les volumes parus ; c'est pourquoi l'identificateur SICI qui permet de référencer des parties spécifiques d'un document a été développé par le Comité consultatif des systèmes de l'industrie des périodiques (Serials Industry Systems Advisory Committee ou SISAC).
Le code SICI est de longueur variable, gratuit, et compatible avec d'autres identificateurs, comme le DOI, le PII (en) et le URN,. Avant janvier 2009, les SICI étaient des suffixes valides des DOI pour l'enregistrement auprès de l'agence CrossRef d'enregistrement des références croisées.
Le code SICI est un standard reconnu au niveau international et est largement utilisé dans les maisons d'édition et dans la communauté bibliographique, principalement comme support pour la recherche d'articles ou de numéros de revues existants. JSTOR a adopté la norme SICI en 2001 comme identifiant premier paour les articles en revue, à caue de leur persistance et applicabilité dans des journaux de types varié, comme on les trouve dans les archives de JSTOR,.

## Détails
Le code SICI est composé de trois segments, conçus pour être à la fois lisibles par un être humain et facile à analyser par une machine. L'exemple suivant est expliqué plus en détail en dessous.

### Un premier exemple
L'objet à identifier est le suivant :
Objet
Abstract from Lynch, Clifford A. “The Integrity of Digital Information; Mechanics and Definitional Issues.” JASIS 45:10 (Dec. 1994) p. 737-44
Et son code est :
SICI
0002-8231(199412)45:10<737:TIODIM>2.3.TX;2-M

### Segment objet
Le segment objet localise l'objet dans la revue. Il est composé lui-même de trois parties.
0002-8231
C'est le numéro ISSN du périodique, dans ce cas le Journal of the American Society for Information Science.
(199412)
C'est la partie chronologique. Elle est présentée entre parenthèses, et identifie la date de publication. Dans le cas présent, elle décrit l'année et le mois, ici 1994 et décembre.
45:10
C'est la partie énumération; elle décrit le volume et le numéro dans le périodique, ici volume 45, numéro 10.

### Segment contribution
<
Le chevron ouvrant indique le début du segment contribution.
737
C'est le code de localisation. Il donne le numéro de page, le numéro de l'encadré, un numéro réel, etc. Ici, c'est la page 737.
TIODIM
Codage du titre. C'est un acronyme basé sur le titre de l'article. Ici, c'est la suite des initiales des premiers mots du titre: « The Integrity of Digital Information; Mechanics and Definitional Issues ».
>
Le chevron fermant indique la fin du segment contribution.

### Segment de contrôle
2
Code Structure Identifier (CSI) ou identificateur de structure de code pour le type de SICI en construction.
3
Derivative Part Identifier (DPI) ou identificateur de partie dérivée ; il sert à identifier une partie de la contribution, comme la table des matières ou le résumé.
TX
Identifiant à deux lettres qui décrit le support de présentation du contenu. Ici TX = texte imprimé
2-
Numéro de version standard
M
Clé de contrôle qui permet à un ordinateur de détecter une erreur dans le code ; elle est similaire à la clé de contrôle de ISBN.

## Exemples
Item
Bjorner, Susanne. “Who Are These Independent Information Brokers?” Bulletin of the American Society for Information Science, Feb-Mar. 1995, Vol. 21, no. 3, page 12
SICI
0095-4403(199502/03)21:3<12:WATIIB>2.0.TX;2-J

### Information
Pour une utilisation comme info URI, le SICI est transformé par codage avec le signe pour cent et préfixé.
INFO
info:sici/1046-8188(199501)13:1%3C69:FTTHBI%3E2.0.TX;2-4

### URN
Pour une utilisation comme URN, le SICI est transformé par codage avec le signe pour cent et préfixé. Par exemple, pour créer un URN pour l'article
« From text to hypertext by indexing » de la revue ACM Transactions on Information Systems:
SICI
1046-8188(199501)13:1<69:FTTHBI>2.0.TX;2-4
URN
URN:SICI:1046-8188(199501)13:1%3C69:FTTHBI%3E2.0.TX;2-4
Ce dernier codage peut être utilisé comme référence à l'article à l'intérieur d'une citation HTML (dans l'élément <cite> par exemple), et cette façon de faire est meilleure qu'un lien HTTP pour des documents qui ne sont pas sur le web ou qui ont des URLs qui sont transients.

### DOI
Les codes SICI peuvent être utilisés comme identifiant d'objet dans un identifiant DOI. Dans l'exemple suivant, le nombre 10.1002 est l'ID de l'éditeur du DOI, un
is the DOI's publisher ID, une barre oblique sert de séparateur, et le reste, qui est spécifique à l'éditeur, est le code SICI :
- 10.1002/0002-8231(199601)47:1<23:TDOMII>2.0.TX;2-2